# Розсудів
Розсу́дів (Любеч-1) — село в Україні, у Любецькій селищній громаді Чернігівського району Чернігівської області. Населення становить 160 осіб.

## Історія
За радянських часів тут була військова база з радіолокаційною станцією, так звана Чорнобиль-2. Після розформування бази більшість людей залишили село.
12 червня 2020 року, відповідно до розпорядження Кабінету Міністрів України № 730-р «Про визначення адміністративних центрів та затвердження територій територіальних громад Чернігівської області», увійшло до складу Любецької селищної громади.
19 липня 2020 року, в результаті адміністративно - територіальної реформи та ліквідації Ріпкинського району, село увійшло до складу Чернігівського району Чернігівської області.